# Neely Bruce
(Frank) Neely Bruce (* 21. Januar 1944) ist ein US-amerikanischer Komponist, Dirigent, Pianist und Musikwissenschaftler.

## Wirken
Bruce studierte an der University of Alabama (Bachelor of Music) und an der University of Illinois at Urbana-Champaign (Master of Music und Doctor of Musical Arts). Seit 1974 unterrichtet er an der Wesleyan University; er ist dort Professor für Musik und American Studies. Sein besonderes Interesse gilt der Neuen Musik Amerikas, insbesondere den Werken Henry Brants, Anthony Philip Heinrichs, Arthur Farwells, John Cages, Charles Ives’ und amerikanischer Komponistinnen. Er spielte u. a. die Uraufführung von HPSCHD von John Cage und Lejaren Hiller und  Meteor Farm von Henry Brant und im Rahmen des Ives Vocal Marathon alle 202 Lieder mit Klavierbegleitung von Charles Ives. Als Dirigent leitete er u. a. Uraufführungen von Werken Christian Wolffs, Pauline Oliveros’, Gerald Shapiros, David Bordens und Ronald Kuivilas. 2003 leitete er die amerikanische Erstaufführung von Henry Brants Ghosts and Gargoyles mit dem Solisten Robert Aitken.
Neben Klavierwerken (Chopin Jam, Forty Times Forty, The Blue Box: Modal Music in Twelve Movements, Homage to Seb, 36 Geographical Preludes) komponierte Bruce u. a. zwei einaktige Opern, fünf Konzerte und andere Orchesterwerke, Kammermusik und Musik für Tonband und die Musik zu mehreren Dokumentarfilmen (von Rocky Collins, Karyl Evans und Roynn Lisa Simmons) und drei große Opern (Americana, or, A New Tale of the Genii, Libretto Tony Connor, 1985; Hansel and Gretel, 1998, nach einem eigenen Libretto; Flora, 2010). Sein umfangreichstes Werk ist Convergence (2000). Es besteht aus drei Teilen (Steppin’ Out, Continental Harmony und Charles Ives Newsletter – Here’s to Ives) und wird aufgeführt von mehreren Marschkapellen und Chören, drei oder mehr Orgeln, Dudelsackspielern, zwei Orchestern, einem westafrikanischen Perkussionsensemble, einem Ensemble amerikanischer Ureinwohner, einem javanischen Gamelanorchester, einem westindischen Steel-Drum-Ensemble und zwei Trompetern. Es wurde nach der Uraufführung 2000 im Jahr 2002 am Lincoln Center unter freiem Himmel vor 10.000 Zuhörern aufgeführt.
Zu seinen späten Werken zählt das Oratorium Circular 14: The Apotheosis of Aristides, dessen vollständige Fassung 2018 in Salt Lake City uraufgeführt wurde. Es beschäftigt sich mit Leben und Werk des portugiesischen Diplomaten Aristides de Sousa Mendes, der im Zweiten Weltkrieg tausenden Flüchtlingen das Leben rettete und als Gerechter unter den Völkern gilt.